# Königswartha
Königswartha (en sorabo Rakecy) es un municipio situado en el distrito de Bautzen, en el estado federado de Sajonia (Alemania), a una altitud de 140 metros. Su población a finales de 2016 era de unos 3500 habs. y su densidad poblacional, 70 hab/km².